# Det smaragdgrønne atlas
 Denne artikel bør gennemlæses af en person med fagkendskab for at sikre den faglige korrekthed.

Det smaragdgrønne atlas (Originaltitel: The Emerald Atlas) er John Stephens' debutroman, og den tilhører trilogien The Books Of Beginning (dansk: Første bog fra Begyndelsen). Bogen hører under genren fantasy. Den bliver reelt først udgivet den 15. september 2011, men fra den 1. juni samme år kan man købe en førsteopførelse af bogen i begrænset antal. 
Bogen er også blevet solgt til 35 lande før den reelle udgivelse, samt den er blevet en New York Times-Bestseller. Den danske udgave af bogen blev lavet af forlaget Alvilda og oversat af Vibeke Nielsen. Den er på 429 sider og indeholder 25 kapitler samt en prolog. Næste bind i serien regnes med at udkomme næste år.

## Trivia
- Første del af trilogien, "Bøger fra Begyndelsen". Anden og tredje del udkommer i 2012 og 2013.[1]